# September 2005
Portal Geschichte | Portal Biografien | Aktuelle Ereignisse | Jahreskalender | Tagesartikel

◄ |
20. Jahrhundert |
21. Jahrhundert

◄ |
1970er |
1980er |
1990er |
2000er
| 2010er | 2020er | 2030er | ►

◄ |
2001 |
2002 |
2003 |
2004 |
2005
| 2006 | 2007 | 2008 | 2009 | ►

◄ |
Juni 2005 |
Juli 2005 |
August 2005 |
September 2005 |
Oktober 2005 |
November 2005 |
Dezember 2005 |
►
Dieser Artikel behandelt tagesbezogene Nachrichten und Ereignisse im September 2005.

## Tagesgeschehen

### Donnerstag, 1. September 2005

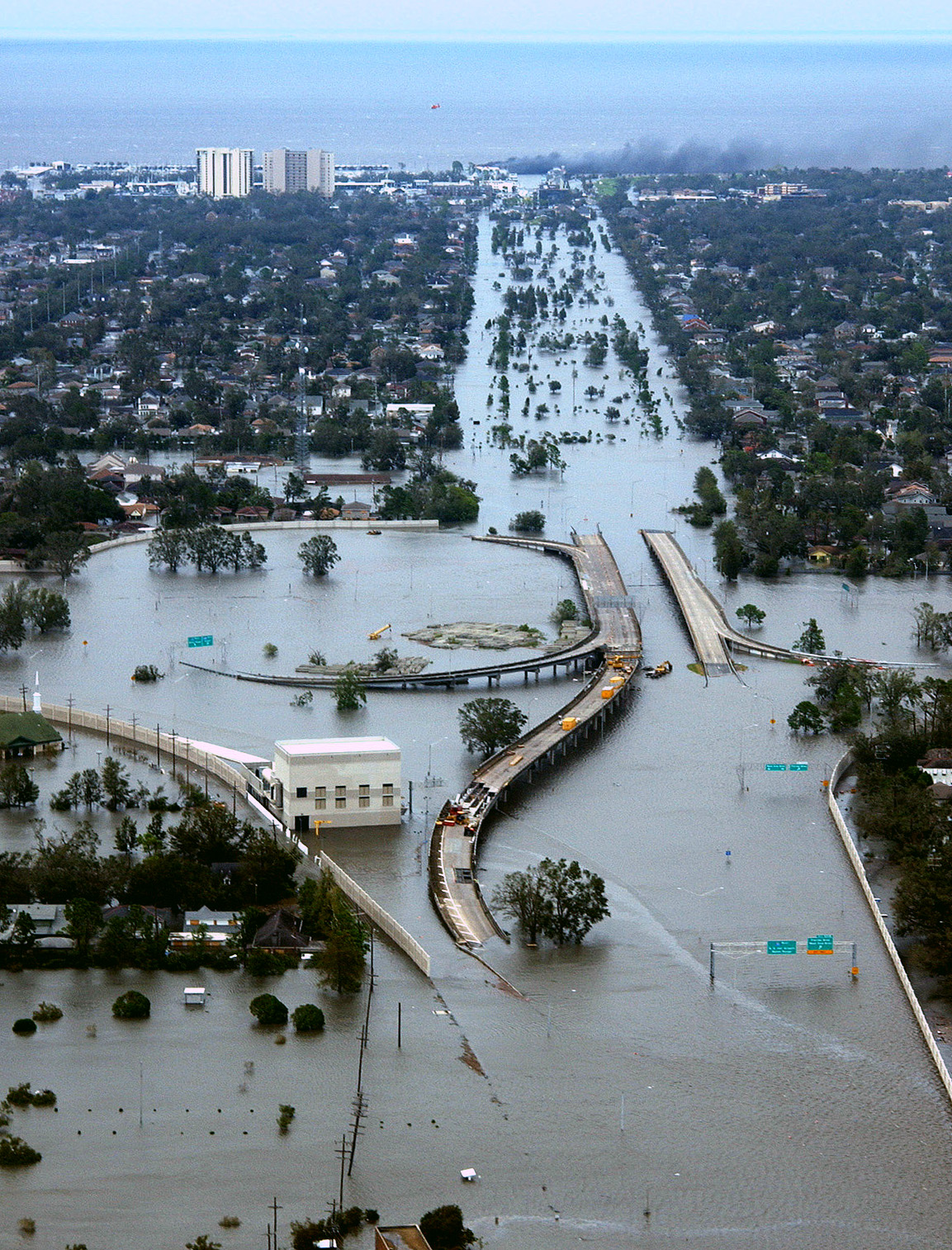
Hochwasser in New Orleans

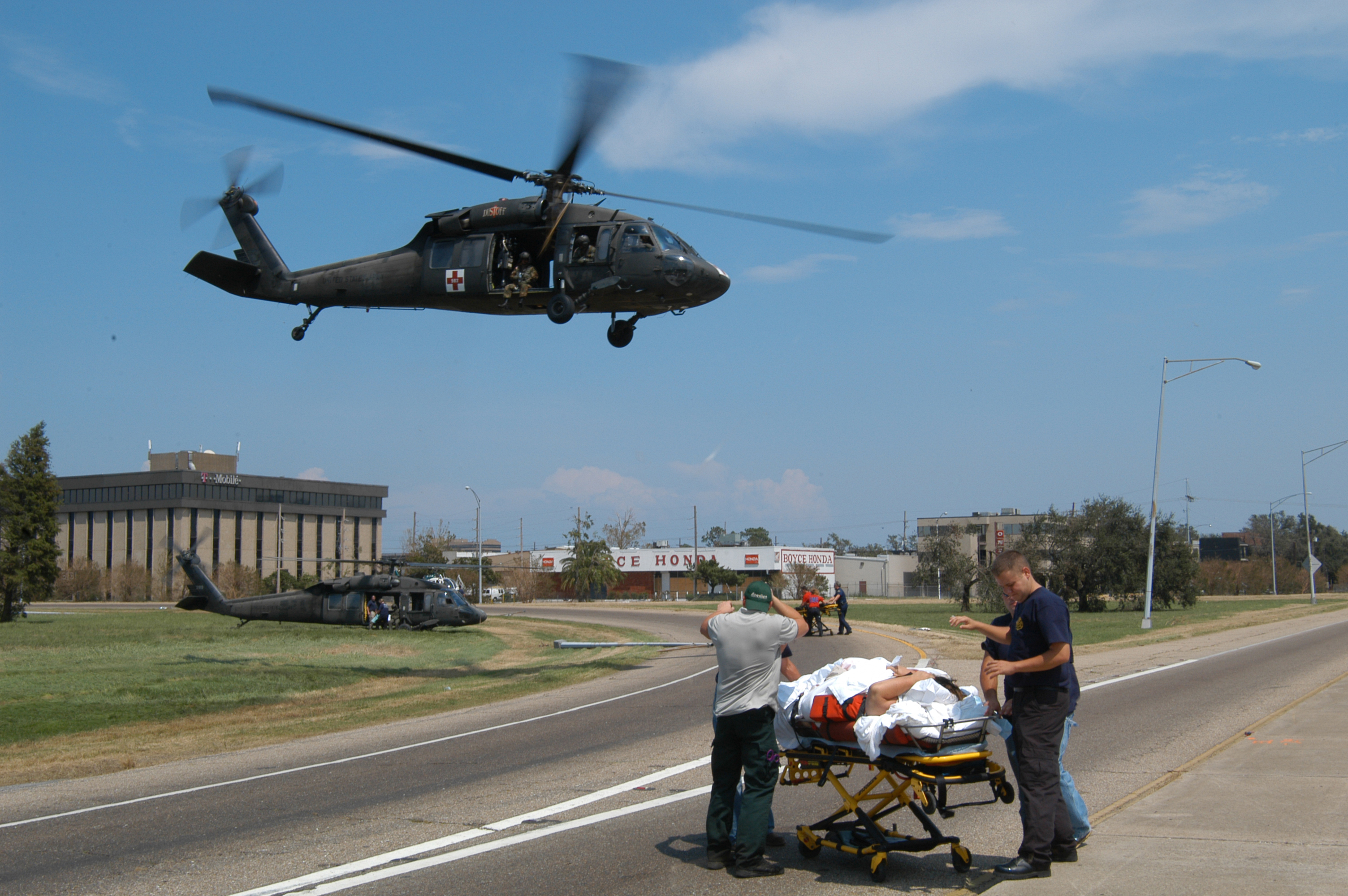
Nothilfe nach dem Hurrikan in Louisiana

- Augsburg/Deutschland: Der im August u. a. wegen Steuerhinterziehung verurteilte Ex-Rüstungsstaatssekretär Holger Pfahls wird nach Abbüßung der Hälfte seiner Haftstrafe von zwei Jahren und drei Monaten entlassen.
- Bagdad/Irak: Die US-Luftwaffe greift erneut eine vermutete Al-Qaida-Stellung im irakischen Grenzgebiet zu Syrien an. Laut einer Mitteilung hätten F-18-Kampfflugzeuge einen Bahnhof in Husaiba unter Beschuss genommen, wo man rund 50 mutmaßliche Al-Qaida-Kämpfer beim Bunkern von Waffen beobachtete. Über die Zahl der Getöteten war zunächst nichts bekannt. Erst am Dienstag waren durch Luftangriffe auf islamistische Extremisten in derselben Region 56 Menschen getötet.
- New Orleans/Vereinigte Staaten: In einer ersten Bestandsaufnahme der Schäden durch Hurrikan Katrina, der vor drei Tagen mit rund 200 km/h auf die Golfküste traf, werden 80 % der Stadtfläche von New Orleans als betroffen identifiziert. Das Wasser steht bis zu 7,60 m hoch, und die Behörden schätzen, dass es mindestens eintausend Todesopfer gibt.[1]

### Freitag, 2. September 2005

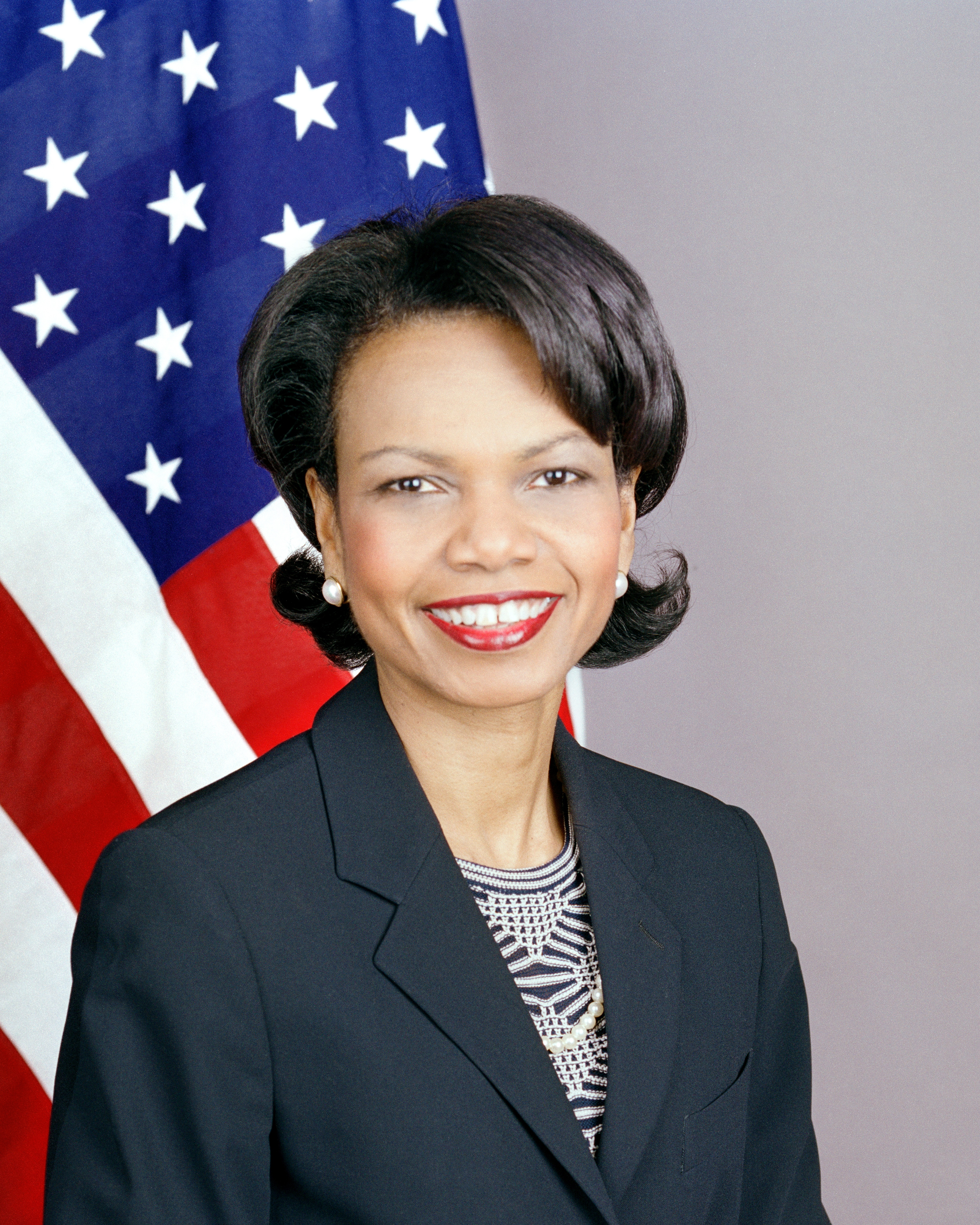
Condoleezza Rice

- Ankara/Türkei: Die Türkei kündigt an, ihr Gesuch um einen EU-Beitritt zurückziehen, falls die Europäische Union neue Bedingungen stellt oder nur die alternative Privilegierte Partnerschaft anbietet. Die Türkei habe alles getan, was für einen Beginn der Beitrittsgespräche notwendig sei, sagt der türkische Ministerpräsident Tayyip Erdoğan in Neapel. Wörtlich dazu Abdullah Gül, türkischer Außenminister: „Wir haben uns an unsere Seite des Abkommens gehalten, die EU sollte sich an ihre halten.“
- Taiwan: Die zweitägige Passage des Taifuns Talim über die Insel Taiwan endet. Es kamen sieben Menschen ums Leben und 59 weitere wurden verletzt. Schulen und Firmen sind geschlossen und der Flugverkehr ist eingestellt. Etwa 1,7 Millionen Menschen sind ohne hauseigene Elektrizität.[2]
- Washington, D.C./Vereinigte Staaten: US-Außenministerin Condoleezza Rice gerät wegen ihres Verhaltens während der andauernden Flutkatastrophe im Süden der USA in die Kritik. Wie US-Präsident George W. Bush blieb Rice trotz der Flut im Urlaub. „Während der Süden ertrinkt, entspannt sich Rice in New York“, titelt die Boulevardzeitung „Daily News“.

## Weblinks

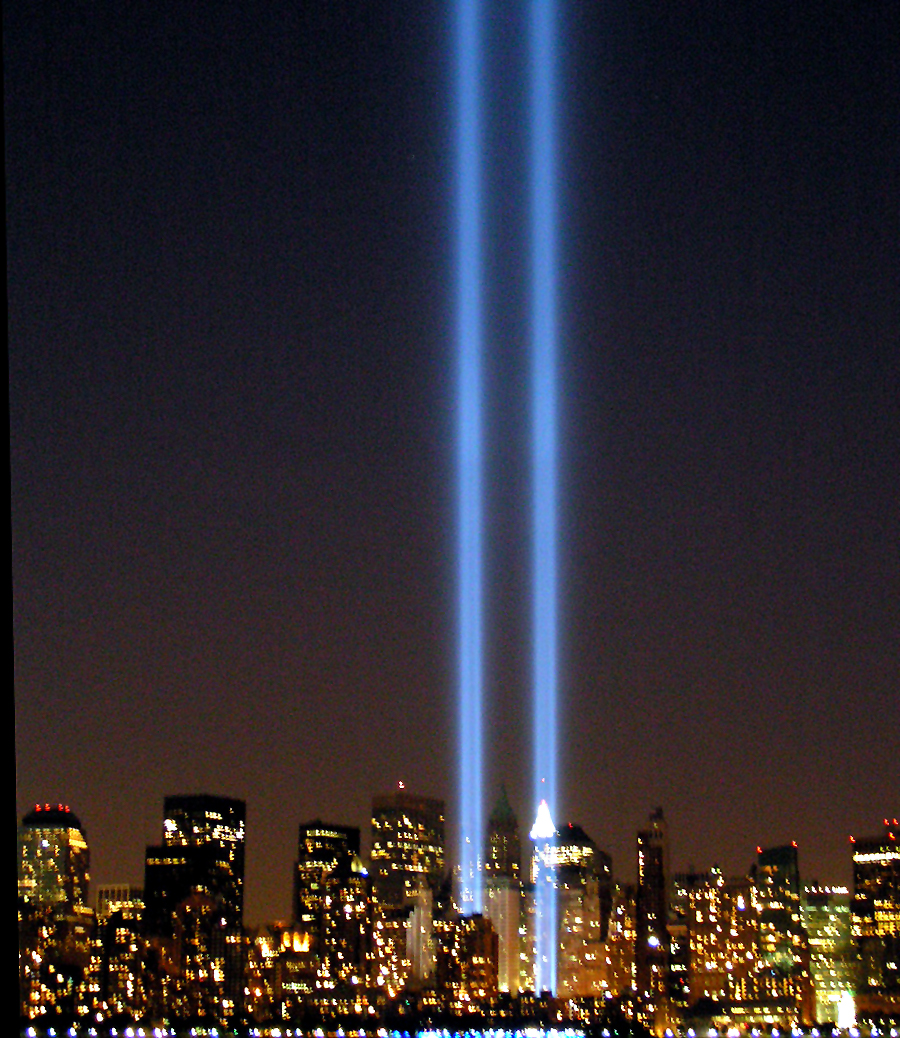
New York im September 2005

### Samstag, 3. September 2005
- Bregenz/Österreich: Eine 35-jährige Münchnerin zerschlitzt im Kunsthaus Bregenz ein berühmtes Gemälde des Künstlers Roy Lichtenstein und wird von Museumsbesuchern überwältigt. Sie gilt als verwirrt und gibt an, das Bild „Nudes in Mirror“ sei kein echter Lichtenstein.
- New Orleans/Vereinigte Staaten: Einhundert Stunden nach dem verheerenden Hurrikan Katrina trifft der erste Hilfskonvoi aus etwa 50 Lastwagen der US-Nationalgarde mit Lebensmitteln, Trinkwasser und Medikamenten in der überfluteten Südstaatenmetropole ein. Nach Behördenschätzungen harren auch am 5. Tag nach dem Hurrikan in der Region New Orleans noch immer 50.000 Menschen unter katastrophalen Bedingungen aus.
- Nürnberg/Deutschland: Der Bayerische Ministerpräsident Edmund Stoiber wird von den CSU-Parteivertretern mit 93 % der Stimmen als Parteichef wiedergewählt, dies sind circa 4 % weniger als bei der letzten Abstimmung.[3]

### Sonntag, 4. September 2005
- Berlin/Deutschland: Amtsinhaber Bundeskanzler Schröder (SPD) und Herausforderin Angela Merkel (CDU) treffen anlässlich der Bundestagswahl 2005 in einem TV-Duell der Kanzlerkandidaten aufeinander. Die Diskussion wird von mehreren Sendern live übertragen. Die sofortigen Meinungsumfragen sehen Schröder in leichtem Vorteil.
- Bonn/Deutschland: Aufgrund einer gemeinsamen Broschüre von Klaus Zumwinkel (Chef der Deutsche Post World Net) und Prof. Klaus F. Zimmermann (Präsident DIW Berlin) zu notwendigen politischen Reformen in Deutschland droht die Gewerkschaft ver.di der Deutschen Post mit Streik. Zumwinkel und Zimmermann fordern unter anderem die Abschaffung der Mindestlöhne und indirekt starke Einschränkungen der Gewerkschaften.
- New Orleans/Vereinigte Staaten: Für einige Stunden halten in der US-Jazz- und Feiermetropole wieder Musik, Kostüme und Konfetti Einzug: Einige Unentwegte feiern in den ausgestorbenen, aber nun trockenen Straßen des Amüsierviertels French Quarter die jährliche Schwulen-Parade „Southern Decadence“. Etwa 20 bis 30 Personen schlossen sich ihnen an. Bisher wurde sie Ende August/Anfang September als mehrtägiges rauschendes Fest mit tausenden Teilnehmern gefeiert.

### Montag, 5. September 2005
- Kandahar/Afghanistan: Auf der Suche nach einem von den Taliban entführten und vermutlich getöteten Parlamentskandidaten haben US-geführte Truppen 13 mutmaßliche Aufständische getötet und über 40 weitere festgenommen. Wie der Gouverneur der Südprovinz von Kandahar, Assadullah Chaled mitteilt, wurden bei Bombardements der Bergregion von Ghorak 13 Menschen getötet.
- Medan/Indonesien: Kurz nach dem Start stürzt eine indonesische Passagiermaschine in ein benachbartes Wohngebiet der Stadt Medan auf Sumatra. 143 Menschen sterben.
- Sölden/Österreich: Bei einem Seilbahnunglück in Tirol kommen neun Skifahrer ums Leben, als ein Transporthubschrauber einen rund 750 kg schweren Betonkübel verliert, der eine Gondel in die Tiefe reißt.[4]

### Dienstag, 6. September 2005
- Kyūshū/Japan: Taifun Nabi trifft auf die südjapanische Hauptinsel Kyūshū und löst Überschwemmungen und Schlammlawinen aus. Mehr als 100.000 Menschen sind vorsorglich evakuiert worden, es gibt mehrere Tote und Vermisste.
- New Orleans/Vereinigte Staaten: Im überschwemmten New Orleans beginnen Einsatzkräfte mit dem Zurückpumpen der Wassermassen in den Lake Pontchartrain.
- Washington, D.C./Vereinigte Staaten: Präsident Bush nominiert den als „Mainstream Conservative“ geltenden John Roberts als Nachfolger des verstorbenen obersten Richters William Rehnquist. Außerdem reagiert er verspätet auf die andauernde massive Kritik am Katastrophenmanagement in Louisiana und kündigt eine offizielle Untersuchung an.

### Mittwoch, 7. September 2005
- Bern/Schweiz: Die Bundes-Pensionskassa Publica verkauft einen Großteil der seit 2002 gehaltenen 74.050 Swissfirst-Aktien kurz vor der Fusion von Swissfirst und Bellevue Bank. Dadurch entgeht ihr – wie später bekannt wird – ein Gewinn von 1 Million Franken. Die Vorgänge werden auf mögliche Unregelmäßigkeiten untersucht, wie sie schon 2002 auftraten.
- Kairo/Ägypten: In Ägypten wird ein neuer Staatspräsident gewählt. Erstmals sind mehrere Kandidaten zu einer solchen Wahl zugelassen, denen aber gegen Husni Mubarak wenig Chancen gegeben werden.
- Los Angeles/Vereinigte Staaten: Der Kongress von Kalifornien verabschiedet als erste Volksvertretung eines US-Bundesstaats ein Gesetz, das die Eheschließung zwischen homosexuellen Partnern erlaubt. Der Gouverneur Arnold Schwarzenegger sprach sich wiederholt gegen dieses Vorhaben aus.

### Donnerstag, 8. September 2005

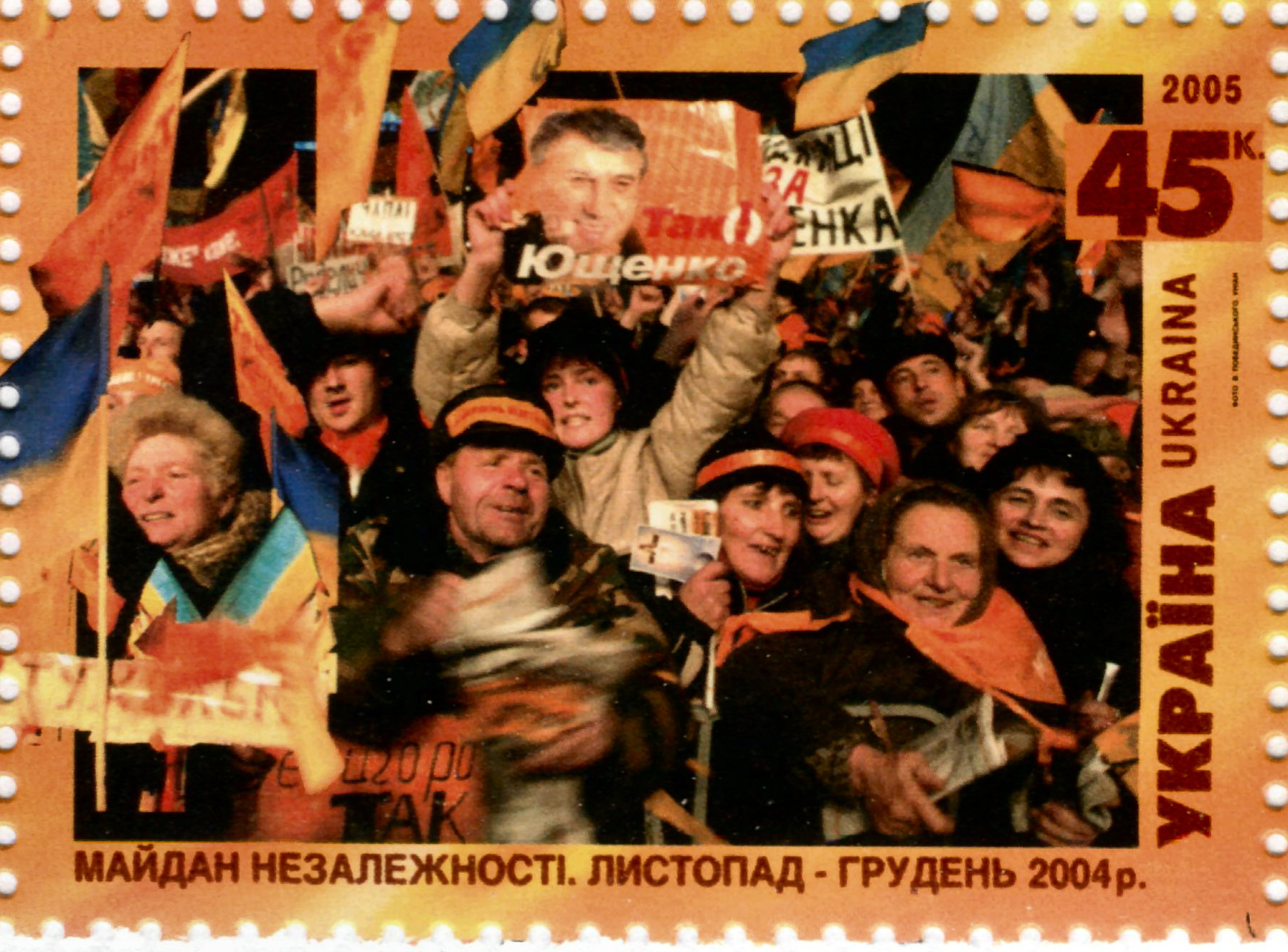
Eine Briefmarke der Ukrainischen Post ehrt die Orange Revolution

- Canberra/Australien: Die australische Regierung stellt ein neues Gesetz zur Bekämpfung von Terrorismus vor, das Verhaftungen ohne Einschaltung eines Gerichts erlauben soll.
- Dresden/Deutschland: Durch den Tod einer NPD-Direktkandidatin im Dresdner Wahlkreis 160 wird das Endergebnis der Bundestagswahl 2005 voraussichtlich um 2 Wochen verzögert erscheinen. Somit können rund 220.000 Wahlberechtigte erst am 2. Oktober zur Wahl schreiten.
- Frankfurt am Main/Deutschland: Das Bundesverwaltungsgericht genehmigt den Bau einer Wartungshalle für das neue Großraumflugzeug Airbus A380 am Frankfurter Flughafen und lehnt damit eine Klage des Bund für Umwelt und Naturschutz (BUND) ab.
- Kiew/Ukraine: Präsident Wiktor Juschtschenko vom Block Unsere Ukraine – Nationale Selbstverteidigung löst nach einer Reihe von Ministerrücktritten die seit Februar amtierende Regierung von Julija Tymoschenko (Allukrainische Vereinigung „Vaterland“) auf. Damit entzweit sich die Koalition, der es nach der Präsidentschaftswahl 2004 gelang, große Teile des Volks zur Bewegung Orange Revolution zu vereinigen.[5]

### Freitag, 9. September 2005

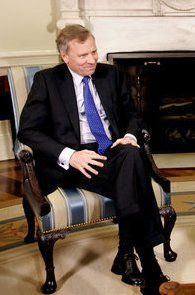
Jaap de Hoop Scheffer zu Besuch bei George W. Bush im Juni 2005

- Brüssel/Belgien: Die NATO stellt für die USA Schiffe und Flugzeuge bereit, um die Hilfe für die Hurrikan-Opfer zu unterstützen. Das sagt Generalsekretär Jaap de Hoop Scheffer nach einem Treffen des NATO-Rates in Brüssel. In New Orleans haben inzwischen auch die Helfer des THW mit der Arbeit begonnen.
- Dresden/Deutschland: Nach dem Tod einer NPD-Direktkandidatin für die Bundestagswahl 2005 in Dresden wird die Nachwahl im Wahlkreis Dresden I für die Zeit um den 2. Oktober angesetzt.
- Kairo/Ägypten: Der ägyptische Präsident Husni Mubarak lässt sich mit 88,6 % der Wählerstimmen zum Sieger der Präsidentenwahl ernennen. Obwohl erstmals neun Gegenkandidaten zugelassen waren, äußerten unabhängige Wahlbeobachter ernste Zweifel am korrekten Ablauf der Auszählung. So seien Wahlurnen verschwunden und Wahllokale überhaupt nicht geöffnet worden.
- Los Angeles, New York/Vereinigte Staaten: In beiden Metropolen rufen Pop- und Rockstars wie die Dixie Chicks, Sheryl Crow, Alicia Keys und Paul Simon zu Spenden für die Opfer der Hurrikan-Katastrophe in Louisiana auf.
- Manchester/Vereinigtes Königreich: Die EU-Kommission will laut Meldungen vom Treffen der Finanzminister das derzeit unterbrochene Defizit-Verfahren gegen Deutschland wieder aufnehmen. Dies könnte zu Sanktionen führen, da die Haushaltsneuverschuldung mit einem Wert von 4,0 % des Bruttoinlandsprodukts (zuvor gerechnet: 3,7 %) erneut den Grenzwert des EU-Stabilitätspakts überschritt.
- New York/Vereinigte Staaten: Der ehemalige US-Außenminister Colin Powell erklärt gegenüber dem Sender ABC, seine 2003 gemachte Behauptung über irakische Massenvernichtungswaffen und die daraus resultierende Gefahr des Saddam-Regimes sei falsch gewesen und ein „Schandfleck“ in seiner Karriere, den er jetzt als „schmerzlich“ empfinde.[6]
- Tal Afar/Irak: Um Aufständische in der Stadt im Nordwesten des Irak auszuheben, werfen in der Nacht US-Flugzeuge Bomben über ihr ab. Nach dem Verlassen der Stadt durch die Mehrzahl der Einwohner sollen alle noch anwesenden über zwanzigjährigen Männer festgenommen werden.

### Samstag, 10. September 2005
- Richmond/Vereinigte Staaten: Das Berufungsgericht im US-Bundesstaat Virginia entscheidet im Fall eines 2002 festgenommenen US-Bürgers für das Recht der Bundesbehörden zur Inhaftierung eines Terror-Verdächtigen ohne Anklageerhebung auf unbestimmte Zeit. Ein Urteil in erster Instanz hatte diese Verfahrensweise als willkürlich abgelehnt. Der Mann soll nach Behördenangaben einen Anschlag mit einer radioaktiv verseuchten Bombe vorbereitet haben und wurde nach seiner Verhaftung fast zwei Jahre ohne Zugang zu einem Anwalt als „feindlicher Kämpfer“ festgehalten.
- Venedig/Italien: Die 62. Filmfestspiele von Venedig schließen mit der Preisverleihung. Den Goldenen Löwen erhält der Film Brokeback Mountain des taiwanischen Regisseurs Ang Lee. Der Silberne Löwe für die beste Regie geht an den französischen Regisseur Philippe Garrel für sein Werk Unruhestifter (Les amants réguliers) und der Film Mary des amerikanischen Regisseurs Abel Ferrara erhält den Spezialpreis der Jury.[7]
- Washington, D.C./Vereinigte Staaten: Ein Dokument des US-Verteidigungsministeriums legt nahe, dass eine neue Nuklearstrategie den Streitkräften erlauben würde, gegen eine Bedrohung durch Massenvernichtungswaffen, auch unter Kontrolle von Terroristen, einen „Erstschlag“ auszuführen.[8]

### Sonntag, 11. September 2005
- Tokio/Japan: Im gesamten Staat finden vorgezogene Neuwahlen zum Unterhaus statt. Die Abstimmung gilt als Votum über die von der Regierung Koizumi geplante Postreform.

### Montag, 12. September 2005
- Gaza/Palästinensische Autonomiegebiete: Nahe der Grenze zwischen Ägypten und dem Gazastreifen bei Rafah wird ein Palästinenser von ägyptischen Grenzsoldaten erschossen. Seit dem Wochenende überwachen erstmals seit 1967 Ägypter die Grenze. Die Tzahal (Israels Armee) zog in der Nacht zum Montag vollständig aus dem Gazastreifen ab.
- Netzarim/Palästinensische Autonomiegebiete: Nach dem Abzug der letzten israelischen Soldaten aus dem Gazastreifen beginnen die Palästinenser mit dem Abriss von Häusern und Synagogen in den einst jüdischen Siedlungen. Laut AFP-Berichten rückt eine Planierraupe in die Siedlung Netzarim im Süden des Gazastreifens ein, um die Synagoge einzureißen, die palästinensische Jugendliche zuvor in Brand gesteckt haben.
- Oslo/Norwegen: Bei den Wahlen zum norwegischen Parlament zeichnet sich eine Niederlage der regierenden Mitte-rechts-Koalition von Ministerpräsident Bondevik ab.
- Tokio/Japan: Die regierende LDP von Ministerpräsident Koizumi erzielt einen deutlichen Wahlsieg. Im neuen Unterhaus hält sie mit 296 von 480 Sitzen die absolute Mehrheit, in Koalition mit der Kōmeitō-Partei (31 Sitze) verfügt sie über eine Zwei-Drittel-Mehrheit.

### Dienstag, 13. September 2005
- Paris/Frankreich: Die Partei Front National (FN) stellt ihren Chef Jean-Marie Le Pen zum fünften Mal als Kandidat für die französische Präsidentschaftswahl im Jahr 2007 auf. Der 77-Jährige habe am Montag „einhellige Unterstützung“ des FN-Politbüros erhalten, teilt die Partei nach einem Treffen in Saint-Cloud bei Paris mit.

### Mittwoch, 14. September 2005
- Karlsruhe/Deutschland: Trotz der Nachwahl in Dresden, die nach dem Tod einer NPD-Kandidatin nötig ist, darf der Bundeswahlleiter am Sonntag das vorläufige Endergebnis der Bundestagswahl 2005 (ohne den Wahlkreis Dresden I) bekanntgeben. Mit dieser Entscheidung weist das Bundesverfassungsgericht den Eilantrag einer parteilosen Direktkandidatin aus dem Saarland gegen die Bekanntgabe vor der Nachwahl als unzulässig zurück.
- Paris/Frankreich: Im Prozess um die Abhör-Affäre unter dem verstorbenen Staatspräsidenten François Mitterrand fällt am 9. November das Urteil, wie die 16. Kammer des Strafgerichts in Paris mitteilt. In dem Verfahren mussten sich zwölf Angeklagte dafür verantworten, dass 1983 bis 1986 auf Weisung Mitterrands tausende Telefonate von Anwälten, Journalisten, Geschäftsleuten und Künstlern abgehört worden waren. Offizieller Zweck war die Terrorbekämpfung. Offenbar versuchte Mitterrand, der lange Zeit eine uneheliche Tochter verheimlicht hatte, damit aber auch seine Privatsphäre zu schützen.

### Donnerstag, 15. September 2005
- Berlin/Deutschland: Der bayerische Innenminister Günther Beckstein (CSU), der bei einem Wahlsieg der Unionsparteien das Innenressort der künftigen Bundesregierung übernehmen könnte, will die in Deutschland lebenden Ausländer zu stärkerer Eingliederung bringen. Wer sich weigere, einen zumutbaren Integrationskurs zu besuchen, müsse mit Strafen rechnen, sagte Beckstein der Berliner Zeitung. „Wir wollen, dass das Arbeitslosengeld und die Sozialhilfe dann um bis zu zehn Prozent gekürzt werden.“
- Gorleben/Deutschland: Fünf Transportbehälter aus dem Atomkraftwerk Krümmel, die im Zwischenlager Gorleben gelagert sind, zeigen eine erhöhte Radioaktivität an der Außenhaut.
- New York/Vereinigte Staaten: US-Präsident George W. Bush und der britische Premierminister Tony Blair wollen sich durch die eskalierende Gewalt im Irak nicht von ihrem politischen Kurs abbringen lassen. Bei einem Treffen am Rande des UN-Gipfels in New York formuliere sie das Ziel, „im Irak den Job zu Ende zu bringen“, so ein Sprecher Blairs. Den Irakern solle so beim „Übergang zu Demokratie und Sicherheit“ in ihrem Land geholfen werden. Am Mittwoch wurden bei einer koordinierten Serie blutiger Anschläge in Bagdad mehr als 130 Menschen getötet und über 230 verletzt.

### Freitag, 16. September 2005
- Jerusalem/Israel: Der israelische Verteidigungsminister Schaul Mofaz ordnet die Errichtung einer „Sicherheitszone“ im Norden des Gazastreifens an, um das Eindringen militanter Palästinenser nach Israel zu verhindern. Die Zone solle 150 Meter in das Autonomiegebiet hineinreichen und von einem elektrischen Zaun oder einer Mauer umgeben sein, sagt Mofaz' Sprecherin. Es müsse ein für Palästinenser verbotenes „Niemandsland“ geschaffen werden, um die israelischen Ortschaften vor dem im Gazastreifen herrschenden Chaos zu schützen.
- New York/Vereinigte Staaten: Die USA gestehen dem Iran mit wachsender Deutlichkeit das Recht auf zivile Nutzung der Atomenergie zu. In einem Interview mit der Zeitung New York Post sagt Außenministerin Condoleezza Rice, die USA wollten nicht den Eindruck erwecken, dass der Iran „kein technologisch fortgeschrittener Staat“ sein dürfe. Früher hätte man jedoch gemeint, dass der Iran nicht nur kein militärisches, sondern auch kein ziviles Atomprogramm entwickeln dürfe.
- Teheran/Iran: Irans Präsident Mahmud Ahmadinedschad kündigt an, auch anderen islamischen Staaten die iranische Nuklear-Technologie zur Verfügung zu stellen. „Die Islamische Republik strebt niemals nach Massenvernichtungswaffen, und aus Respekt der Bedürfnisse anderer muslimischer Staaten sind wir bereit, erarbeitetes nukleares Wissen an diese Länder weiterzugeben“, zitiert die staatliche Nachrichtenagentur IRNA den Präsidenten. Die Äußerungen soll er während eines Treffens mit dem türkischen Ministerpräsidenten Recep Tayyip Erdoğan am Rande der UN-Vollversammlung in New York gemacht haben.

### Samstag, 17. September 2005
- New York/Vereinigte Staaten: Einen Tag vor der Rede des iranischen Präsidenten Mahmud Ahmadinedschad vor der UN-Vollversammlung in New York droht US-Präsident George W. Bush im Atomstreit erneut mit UN-Sanktionen gegen Teheran. Er sei sich sicher, dass die internationale Staatengemeinschaft den Iran vor den Sicherheitsrat zitieren werde, sollte das Land seine Zusagen nicht einhalten, sagte Bush am Freitag nach einem Treffen mit Russlands Präsident Wladimir Putin. Über den Zeitpunkt entscheide allerdings die Diplomatie.
- Washington, D.C./Vereinigte Staaten: Der stellvertretende US-Außenamtssprecher Adam Ereli macht Syrien für die jüngste Anschlagsserie im Irak verantwortlich und fordert die syrische Regierung auf, das Eindringen islamistischer Kämpfer in den Irak zu verhindern. Ereli kündigt mögliche militärische Gegenmaßnahmen bei ausbleibender Bereitschaft dazu an.
- Wellington/Neuseeland: Im Inselstaat finden Parlamentswahlen statt.

### Sonntag, 18. September 2005

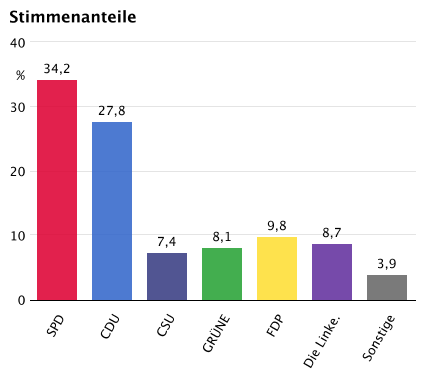
Die Wähler ermöglichen eine Kanzlerin: Angela Merkel (CDU)

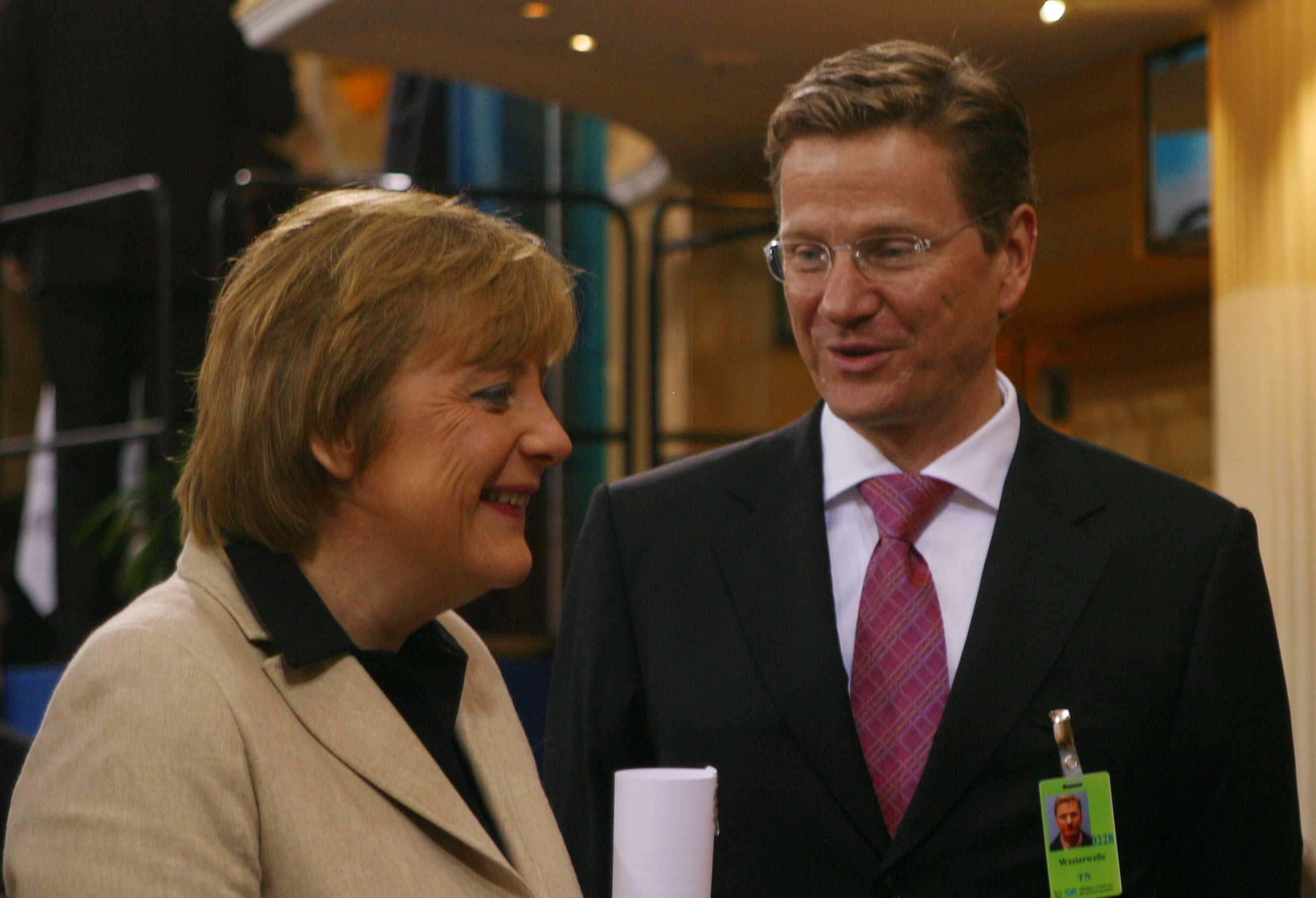
Angela Merkel, Guido Westerwelle

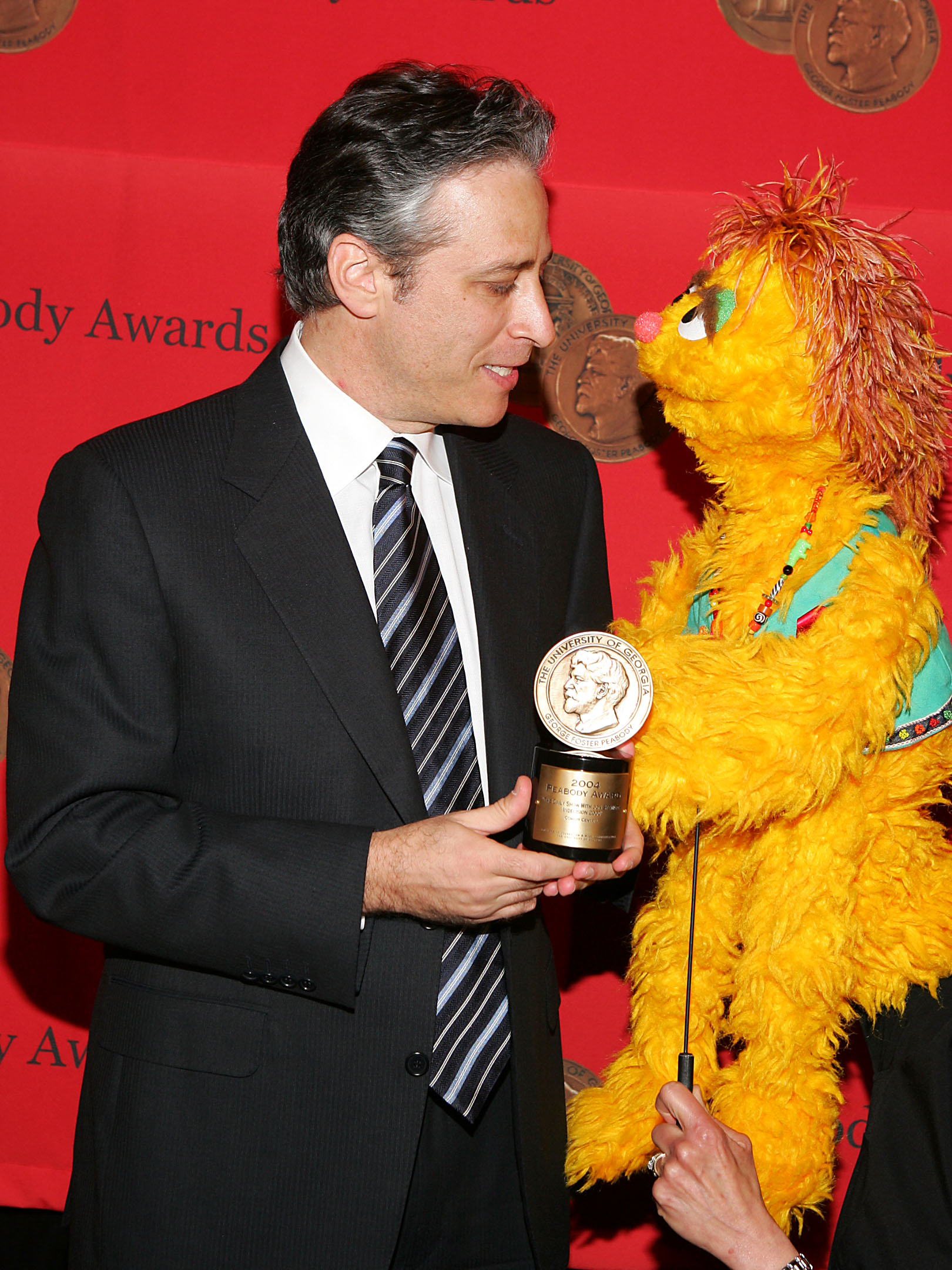
Jon Stewart, Muppet

- Berlin/Deutschland: Nach den heutigen Bundestagswahlen lautet das Endergebnis (ohne den Wahlkreis Dresden I): Union 35,2 %, SPD 34,3 %, FDP 9,8 %, Grüne 8,1 %, Linkspartei.PDS 8,7 %, andere 3,9 %. Die Kanzlerkandidaten sind Angela Merkel (CDU/CSU) und Gerhard Schröder (SPD). Weder Union/FDP noch SPD/Grüne haben eine Mehrheit, jedoch schließen alle Parlamentsparteien eine Koalition mit der PDS aus. Merkel wie auch Schröder erklären sich zum Wahlgewinner und zukünftigen Bundeskanzler(in), und Guido Westerwelle (FDP) erteilt einer Koalition aus SPD/Grünen/FDP eine Absage. Gerhard Schröder gibt bekannt, dass seine Partei Merkel nicht in einer großen Koalition als Kanzlerin akzeptieren werde. Beobachter rechnen damit, dass Merkel Kanzlerin wird, weil die SPD als Partei nicht so resolut auftrete wie Schröder in Person.[9][10]
- Bogotá/Kolumbien: Die kolumbianische Regierung will mit der Einführung der Quickie-Scheidung die Gerichte des Landes entlasten. Trennungswillige Paare könnten sich künftig innerhalb von 30 Minuten auf dem Standesamt scheiden lassen, ohne dass ein Richter eingeschaltet werden müsse, teilten die Behörden am Sonntag mit. Dies gelte aber nur, wenn die Paare keine kleinen Kinder haben und wenn die Partner im Einvernehmen auseinandergehen wollen. Die Prozedur kostet umgerechnet etwa zwölf Euro.
- Kabul/Afghanistan: Erstmals seit über 30 Jahren finden Parlamentswahlen statt. Zu dieser Wahl haben erstmals in Afghanistan auch Frauen aktives und passives Wahlrecht. Ein Viertel der Mandate ist für Frauen reserviert. Mit einem Ergebnis wird nicht vor Anfang Oktober gerechnet, die Wahlbeteiligung liegt bei ungefähr 50 %.
- Los Angeles/Vereinigte Staaten: Bei der 57. Verleihung des Fernsehpreises Emmy wird die Daily News mit Jon Stewart mit zwei Preisen ausgezeichnet.[11]
- Teheran/Iran: Das Land verzichtet laut Präsident Mahmud Ahmadinedschad aus religiösen Gründen auf den Besitz von Atomwaffen: „Unsere Religion verbietet es uns, Atomwaffen zu haben“, sagt er dem Magazin Newsweek.
- Wellington/Neuseeland: Bei den Parlamentswahlen in Neuseeland zeichnet sich ein Kopf-an-Kopf-Rennen der beiden großen Parteien Labour und National Party ab. Ähnlich wie in Deutschland fällt keine klare Regierungsentscheidung.

### Montag, 19. September 2005
- Atlantik: Vor Florida gewinnt der Wirbelsturm „Rita“ in den warmen Küstengewässern weiter an Kraft und wird zum Hurrikan der Stufe 2 hochgestuft. Im Süden der USA wächst deshalb die Angst vor neuen Verwüstungen. In New Orleans stoppt Bürgermeister Ray Nagin die Rückkehr der Einwohner, die nach der Katrina-Katastrophe vom 29. August begann.
- Washington, D.C./Vereinigte Staaten: Die US-Notenbank hebt den Leitzins um 25 Basispunkte auf 3,75 % an.
- Höxter: Am Morgen detonierte ein Haus in der Höxteraner Innenstadt durch eine bewusst herbeigeführte Explosion und tötete somit 2 Personen und verletzte 52 Personen, davon 16 schwer.[12]

### Dienstag, 20. September 2005
- Berlin/Deutschland: Angela Merkel (CDU/CSU) und Franz Müntefering (SPD) werden als Vorsitzende ihrer Bundestagsfraktionen bestätigt.
- Berlin/Deutschland: Joschka Fischer (Grüne) legt überraschend alle Ämter in Partei und Bundestagsfraktion nieder. Sollten die Grünen in Opposition gehen, stehe er weder für das Amt des Fraktionschefs noch für ein anderes Spitzenamt zur Verfügung, sagt er in der ersten Sitzung der alten und neuen Abgeordneten. Stattdessen möchte er die Fraktion noch „einige Jahre aus der hinteren Reihe begleiten“.
- Den Haag/Niederlande: Das niederländische Justizministerium bereitet nach einem Bericht des „NRC Handelsblad“ vom Dienstag ein Gesetz zur Sterbehilfe bei Babys vor, die an einer unheilbaren oder „unerträglichen“ Krankheit leiden. Damit folge Justizminister Piet Hein Donner Empfehlungen von Experten, die das so genannte „Protokoll von Groningen“ nach einer Konferenz in der nord-niederländischen Stadt verabschiedet hatten. Bei einem entsprechenden Krankheitsbild soll auch eine Abtreibung nach der 24. Woche noch legal sein.
- Lampedusa/Italien: Beim Besuch eines Auffanglagers für Migranten auf der italienischen Insel Lampedusa treffen 13 Europaabgeordnete auf nur elf Bewohner. Am Vortag seien fast alle Insassen abtransportiert worden, berichtet die Abgeordnete Martine Rour aus Frankreich. Wegen des Dublin-Abkommens darf Italien Migranten weder in andere EU-Staaten weiterschicken noch abweisen; daraus resultiert eine medial oft thematisierte Überfüllung der Lager.
- New York/Vereinigte Staaten: Die US-Regierung hält an der mit China, Nordkorea und Russland getroffenen Vereinbarung fest, nach der Nordkorea sein eigenes Atomwaffenprogramm aufgeben und dem Atomwaffensperrvertrag wieder beitreten muss, sagt Außenministerin Condoleezza Rice.[13]

### Mittwoch, 21. September 2005
- Berlin/Deutschland: Nach der Bundestagswahl beginnen die Parteien mit der Suche nach Partnern für eine Regierung. Kurt Beck, der stellvertretende SPD-Vorsitzende, forderte die FDP auf, doch noch in Sondierungsgespräche mit den Sozialdemokraten zu treten. Bei der Union bekräftigt man den Willen, ernsthafte Gespräche über ein mögliches Bündnis mit FDP und Grüne zu führen.
- München/Deutschland: Die Süddeutsche Zeitung berichtet, dass die SPD eine Änderung der Geschäftsordnung des Bundestages anstrebt, mit der die CDU/CSU-Fraktion gespaltet werden soll, sodass die SPD die stärkste Fraktion bzw. Partei darstellen würde.
- Stuttgart/Deutschland: Am Stuttgarter Flughafen haben Bauarbeiter menschliche Skelette in einem Massengrab gefunden. Es könnte sich dabei um rund 30 verhungerte jüdische NS-Zwangsarbeiter handeln, wie die Staatsanwaltschaft erklärte. Laut „Stuttgarter Nachrichten“ hatten die Nationalsozialisten in Leinfelden-Echterdingen eine Außenstelle des Konzentrationslagers Natzweiler-Struthof im Elsass eingerichtet.
- Vereinigte Staaten: Hurrikan Rita bedroht die USA. Nachdem der Bundesstaat Florida noch glimpflich davongekommen ist, gewinnt „Rita“ an Stärke und bedroht nun Texas. Der Hurrikan erreicht nun Spitzengeschwindigkeiten von über 250 km/h und wird in die höchste Kategorie „Fünf“ hochgestuft. In New Orleans bereitet man sich darauf vor, dass „Rita“ nach Norden abdrehen könnte und wenige Wochen nach dem verheerenden Hurrikan Katrina erneut schwere Schäden anrichtet. New Orleans muss wieder evakuiert werden. Präsident George W. Bush fordert Mittwoch Nachmittag (Ortszeit) die vom Sturm bedrohte Bevölkerung auf, zu flüchten. „Wir müssen auf das Schlimmste eingestellt sein“, sagt er.

### Donnerstag, 22. September 2005
- Basra/Irak: Aus Protest gegen den umstrittenen Einsatz britischer Soldaten in Basra haben die örtlichen Behörden jede Zusammenarbeit mit Briten abgebrochen. Alle regelmäßigen Beratungen zwischen der Provinzregierung und der britischen Armee seien abgesagt worden, so Nadim el Dschaabari, Sprecher des Gouverneurs von Basra, am Donnerstag zur Nachrichtenagentur AFP. Zudem sei es britischen Soldaten ab sofort verboten, irgendwelche irakischen Verwaltungsgebäude in Basra zu betreten.
- Berlin/Deutschland: Die SPD plant, trotz ihrer Verluste bei der Bundestagswahl an der Macht zu bleiben. Sie will §10 der Bundestags-Geschäftsordnung ändern, wonach Fraktionen Vereinigungen von Mitgliedern einer Bundestagspartei oder „solcher Parteien“ sind, „die aufgrund gleichgerichteter politischer Ziele in keinem Land miteinander im Wettbewerb stehen“. Durch diese Interpretation würde die seit 50 Jahren akzeptierte CDU/CSU-Fraktion in zwei Fraktionen gesprengt, sodass die SPD die größte Fraktion wäre und daraus das Recht auf den Bundeskanzler ableiten könnte. CDU-Politiker Friedbert Pflüger kritisiert das gegenüber dpa: „Dieses Vorgehen trägt putschartige Züge.“ Man könne nicht mit einem Trick eine seit 50 Jahren gelebte und allseits akzeptierte Fraktionsgemeinschaft sprengen, um an der Macht zu bleiben. Laut Wolfgang Schäuble, dem stellvertretenden Vorsitzenden der CDU/CSU-Fraktion, offenbare die SPD mit ihrem Plan einen „Mangel an demokratischer Kultur“.
- Istanbul/Türkei: Ein Verwaltungsgericht in der türkischen Metropole Istanbul verbietet mit einstweiliger Verfügung eine Konferenz über den Vorwurf des Völkermordes an den Armeniern. Das teilte ein Veranstalter der Nachrichtenagentur AFP in Istanbul mit. An dem Treffen an der Bosporus-Universität wollten Wissenschaftler teilnehmen, die anders als die offizielle Türkei davon ausgehen, dass es im Ersten Weltkrieg im damaligen Osmanischen Reich einen Völkermord an den Armeniern in Anatolien gegeben hat.
- Kiew/Ukraine: Das Parlament wählt Jurij Jechanurow im zweiten Anlauf zum neuen Ministerpräsidenten. Bei der ersten Abstimmung am Dienstag verfehlte er die erforderliche Mehrheit um wenige Stimmen.
- Louisiana, Texas/Vereinigte Staaten: Hurrikan „Rita“ wird in die höchstmögliche Kategorie „fünf“ hochgestuft. Mit Windgeschwindigkeiten von 280 km/h im Ein-Minuten-Mittel und Böen von über 340 km/h ist er nun stärker als der Hurrikan „Katrina“, der vor drei Wochen New Orleans und Umgebung verwüstete. Stärker als „Rita“ waren nur ein Wirbelsturm im Jahr 1935 und „Gilbert“ 1988. Der Sturm wird samstags in Texas erwartet. US-Präsident George W. Bush ruft für Texas und Louisiana den Notstand aus. Die Behörden weisen rund 1,3 Millionen Bewohner der Golfküste an, sich in Sicherheit zu bringen.
- Sarajevo/Bosnien und Herzegowina: Der internationale Bosnien-Beauftragte Paddy Ashdown droht den bosnischen Serben mit Sanktionen wegen deren Widerstand gegen den Aufbau einer landeseinheitlichen Polizei. „Sollten sie auf diesem Weg weitermachen, werden sie die Konsequenzen tragen müssen“, sagt Ashdown. Das Parlament in der Republika Srpska hatte zuvor abermals die von der EU forcierte Polizeireform abgelehnt. Ashdown äußert sich nicht zur Art der Sanktionen. Bosnische Zeitungen erwarteten zuletzt, dass er den Präsidenten der bosnischen Serben, Borislav Paravac, entlassen werde.
- Warschau/Polen: Der jüdische Europaabgeordnete Daniel Cohn-Bendit kritisiert vor der polnischen Parlamentswahl am Sonntag die politische Rolle der Katholischen Kirche. Die Kirche Polens sei heute Teil des Problems und nicht länger Teil der Lösung, äußert er bei einer Diskussions-Veranstaltung der polnischen Grünen in Warschau. Wer die Rechte sexueller Minderheiten oder ein Recht der Frauen auf Abtreibung schützen wolle, brauche starke Wurzeln im Parlament. Wenn die Kirche, wie etwa in Spanien, die politische Opposition gegen die sog. gleichgeschlechtliche Ehe anführe, müsse sie auch politisch bekämpft werden.

### Freitag, 23. September 2005

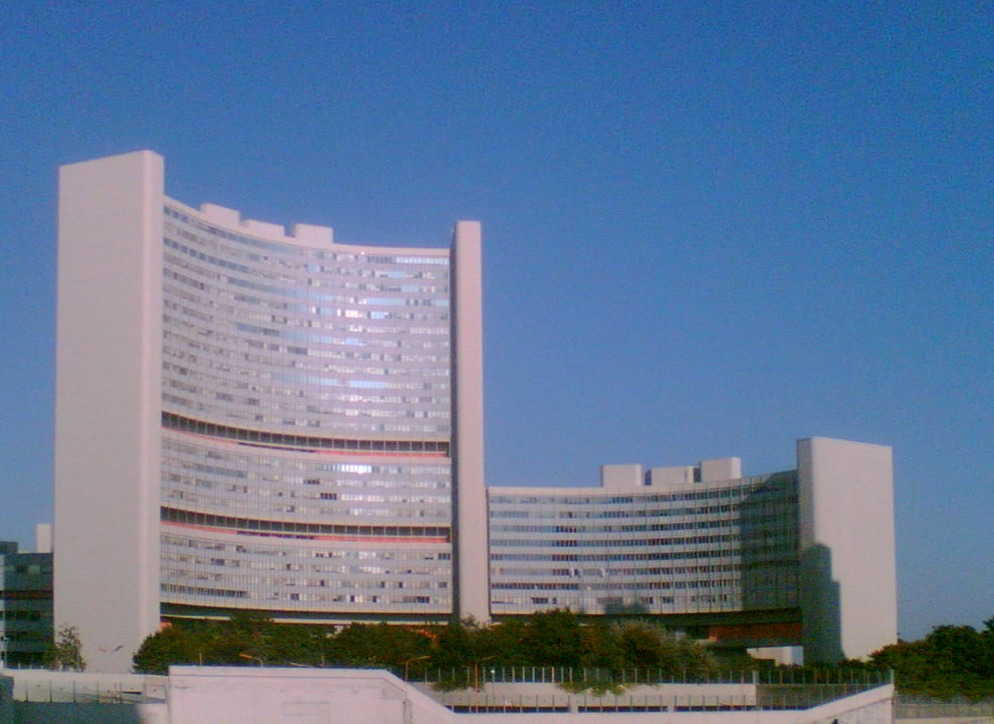
Sitz der Internationalen Atomenergie-Organisation

- Brüssel/Belgien: Die Europäische Kommission hat die Schweizer vor einem Nein beim Referendum am Sonntag über die Öffnung des heimischen Arbeitsmarktes für Bürger aus den neuen EU-Ländern gewarnt. Eine Ablehnung des Abkommens über die Personenfreizügigkeit werde „Auswirkungen“ auf das Verhältnis zwischen der EU und der Schweiz haben, sagte eine Sprecherin von EU-Außenkommissarin Benita Ferrero-Waldner am Freitag in Brüssel. Sie äußerte zugleich die Hoffnung, dass sich die Schweizer der Entscheidung ihrer Regierung anschließen und mit Ja stimmen werden. Nähere Angaben zur Art der möglichen Auswirkungen machte die Sprecherin nicht.
- Karibik: Der Hurrikan „Rita“ hat sich im kühleren Wasser des Golf von Mexiko abgeschwächt. Der Hurrikan besitzt aber immer noch eine Stärke der „Stufe 4“. Anstatt Houston sind nun die weiter östlich gelegenen amerikanischen Hafenstädte Port Arthur in Texas und Lake Charles in Louisiana am stärksten bedroht.
- Wien/Österreich: Der Iran bleibt im Atomstreit weiter bei seinem Konfrontationskurs. Teheran drohte am Freitag mit der Wiederaufnahme der Uran-Anreicherung, sollte die Internationale Atomenergieorganisation (IAEO) eine Resolution gegen das iranische Atomprogramm annehmen, wie ein Diplomat am Sitz der IAEO in Wien sagte. Dann werde der Start der Uran-Anreicherung bekanntgegeben und ein Protokoll für weitere UN-Inspektionen im Iran nicht aufgelegt.
- Windhoek/Namibia: Die in Namibia erscheinende deutschsprachige Wochenzeitung „Plus“ veröffentlicht eine Schmähanzeige gegen den verstorbenen Nazi-Jäger Simon Wiesenthal. Darin beschuldigt eine nicht näher bekannte Gruppe „Internationale Aktion wider das Vergessen“ Wiesenthal der Lüge und Verleumdung und drückt ihre Freude über seinen Tod aus. Diese Anzeige hat in Namibia und auch im Ausland Empörung hervorgerufen – der deutsche Botschafter Wolfgang Massing bezeichnet die Anzeige als „Hasspropaganda“ und forderte von der Zeitung eine unmissverständliche Distanzierung.

### Samstag, 24. September 2005
- Gaza/Palästinensische Autonomiegebiete: Auf einer Kundgebung der Hamas gibt es aus noch ungeklärter Ursache eine Explosion, bei der 15 Palästinenser sterben. Sowohl die israelische Armee als auch die palästinensische Führung erklären, Hamas selbst habe die Explosion zu verantworten.
- Louisiana, Texas/Vereinigte Staaten: Die Schäden von Hurrikan Rita erscheinen geringer als befürchtet. Vielerorts kam es jedoch zu Überschwemmungen. Der Wirbelsturm ist mit heftigen Regenfällen und Sturmböen von bis zu 200 km/h über die US-Golfküste hinweggefegt, wurde nun aber auf Kategorie 1 herabgestuft.
- Wien/Österreich: Die Internationale Atomenergieorganisation (IAEO) beschließt eine Iran-Resolution, die den Staat wegen seiner Atompolitik vor den UNO-Sicherheitsrat bringen kann. Russland und China – die beiden schärfsten Kritiker der Entschließung – üben Stimmenthaltung.

### Sonntag, 25. September 2005

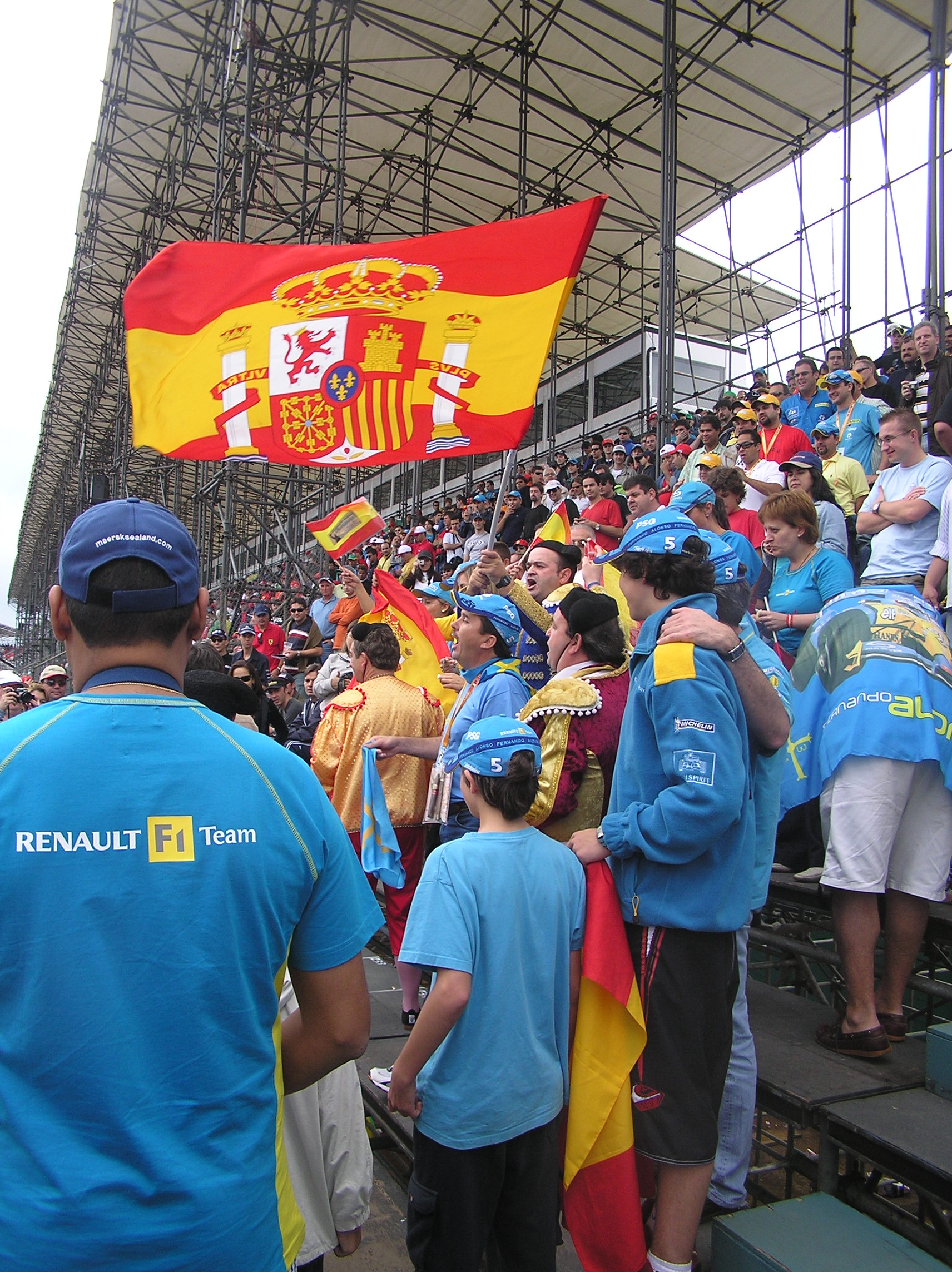
Zuschauer beim Großen Preis von Brasilien

- Bern/Schweiz: die Erweiterung des Personenfreizügigkeitsabkommens auf die neuen EU-Beitrittsländer wird von 55,95 % der Stimmbürger angenommen.
- Gazastreifen/Palästinensische Autonomiegebiete, Sderot/Israel: Mitglieder der militanten Palästinenserorganisation Hamas feuern in der Nacht zum Samstag mehr als 30 Kleinraketen vom Typ Qassam vom Gazastreifen aus auf die israelische Stadt Sderot. Fünf Menschen werden verletzt. Zuvor hatte die Hamas Vergeltung für ein Israel zugeschriebenes Bombenattentat angekündigt, bei dem am Freitag 15 Personen starben.
- São Paulo/Brasilien: Der Spanier Fernando Alonso belegt im Renault R25 den dritten Platz beim Großen Preis von Brasilien und steht somit als Gewinner der Formel-1-Weltmeisterschaft 2005 fest.
- Shanghai/China: Die Zentralregierung erlässt neue Bestimmungen zur Internet-Zensur. Demnach sind laut amtlicher Nachrichtenagentur Xinhua nur „gesunde und zivilisierte Nachrichten und Informationen, die der Verbesserung der Qualität der Nation dienen“ zugelassen. Explizit verboten bleibt „die Verbreitung von Nachrichten und Informationen, die der Staatssicherheit und dem öffentlichen Interesse zuwiderlaufen“.
- Teheran/Iran: Die Regierung verurteilt die Resolution der IAEO zu seinem Atomprogramm. Die Entschließung sei „inakzeptabel“ und entbehre jeder rechtlichen Grundlage, sagte der iranische Außenminister Manuschehr Mottaki in der amtlichen Nachrichtenagentur IRNA.
- Warschau/Polen: Laut Hochrechnungen am Abend der Parlamentswahl erreichen die konservativen bisherigen Oppositionsparteien eine regierungsfähige Mehrheit im Sejm: Prawo i Sprawiedliwość (PiS, „Recht und Gerechtigkeit“) ca. 28 % und Platforma Obywatelska (PO, „Bürgerplattform“) circa 26 %. Hingegen stürzt die Partei des Premierministers Marek Belka, die postkommunistische SLD, von 41 % auf 11 % ab. Parallel fanden Wahlen zum Senat statt.

### Montag, 26. September 2005
- Bell County/Vereinigte Staaten: Die durch den Folterskandal von Abu Ghuraib weltweit bekannt gewordene US-Soldatin Lynndie England ist von einem US-Militärgericht auf der Militärbasis Fort Hood der Misshandlung irakischer Häftlinge für schuldig befunden worden. Das Gericht entschied am Montag im texanischen Fort Hood, dass die 22-Jährige sich in sechs der sieben Anklagepunkte strafbar gemacht habe. Die Strafe beträgt nur drei Jahre Haft, obwohl der Staatsanwalt 4–6 Jahre gefordert hat. Ein erstes Militärgerichtsverfahren gegen die Obergefreitin der Reserve war im Mai noch geplatzt.
- Berlin/Deutschland: Der Zentralrat der Juden in Deutschland will Strafanzeige gegen den NPD-Landtagsabgeordneten Klaus-Jürgen Menzel aus Sachsen erstatten, der Adolf Hitler als „großen Staatsmann“ bezeichnete. Paul Spiegel, Präsident des Zentralrates, sagt gegenüber der Zeitung Tagesspiegel, Solche Äußerungen seien „nach unserer Meinung Volksverhetzung“.
- Teheran/Iran: Der Iran droht mit der Aussetzung des Zusatzprotokolls zum Atomwaffensperrvertrag. Falls die Internationale Atomenergieorganisation (IAEO) die am Wochenende verabschiedete Resolution zum iranischen Atomprogramm nicht abändere und auf ihrer Anwendung beharre, sehe sich Iran gezwungen, „alle freiwilligen Zugeständnisse“ zurückzunehmen, erklärt das Außenministerium. Dies gelte insbesondere für das Zusatzprotokoll.
- Wien/Österreich: Zu Beginn der Vollversammlung der IAEO wird Generaldirektor Mohammed el-Baradei im Amt bestätigt. Es ist die dritte Amtszeit für den 63-jährigen Ägypter. An der einwöchigen Vollversammlung der IAEO nehmen ranghohe Vertreter der 138 Mitgliedstaaten teil.

### Dienstag, 27. September 2005
- Berlin/Deutschland: Krista Sager (noch Fraktionsvorsitzende von Bündnis 90/Die Grünen) zieht ihre Kandidatur für einen der beiden Sitze der Fraktionsspitze zurück. Auf der konstituierenden Sitzung der Grünen im Bundestag sprach sie sich gleichzeitig für Renate Künast und Fritz Kuhn aus.
- Teheran/Iran: Die Regierung Irans droht mit der Wiederaufnahme der Uran-Anreicherung. Der seit zwei Jahren geltende Verzicht darauf könne rückgängig gemacht werden, sagte Außenamtssprecher Hamid Resa Assefi. Er präzisierte damit eine Erklärung des Teheraner Außenministeriums vom Vorabend, die eine Abänderung der jüngsten Resolution der Internationalen Atomenergieorganisation (IAEO) gefordert hatte.
- Warschau/Polen: Der Sieger der Parlamentswahlen in Polen, die Partei Recht und Gerechtigkeit (Prawo i Sprawiedliwość), hat den studierten Physiker Kazimierz Marcinkiewicz als neuen Ministerpräsidenten vorgeschlagen.

### Mittwoch, 28. September 2005
- Berlin/Deutschland: Eine neue Marketingkampagne „Du Bist Deutschland“ wird vom Axel Springer Verlag, Bertelsmann, RTL, ARD und 20 weiteren Medienunternehmen ins Leben gerufen und von vielen Popstars unterstützt. Es ist die größte Social-Marketing Kampagne, die Deutschland je gesehen hat. Kritiker wie I Can’t Relax in Deutschland machen zur Thematik im Oktober eine Konzert- und Diskussionstour, die u. a. die Frage von Kultur als Bindemittel für die Nation aufwerfen soll.[14]
- Teheran/Iran: Vor der britischen Botschaft versammeln sich konservativ-islamisch orientierte Studenten, um ein Recht ihres Landes auf ein eigenes Atomprogramm zu formulieren. Laut AFP-Bericht werfen sie Steine, Feuerwerkskörper und Tomaten, Fensterscheiben gehen zu Bruch. Auf Spruchbändern fordern sie Irans Austritt aus dem Atomwaffensperrvertrag und beschimpften das Vermittler-Trio der EU: „Großbritannien, Frankreich und Deutschland – Achse des Bösen“.

### Donnerstag, 29. September 2005
- Algier/Algerien: Die Algerier stimmen im „Referendum zur nationalen Versöhnung“ zu 97 % den Plänen der Regierung von Präsident Abd al-Aziz Bouteflika von der Nationalen Befreiungsfront (FLN) zu, die eine Amnestie für viele islamische Extremisten beinhalten. Die FLN kämpfte im Algerischen Bürgerkrieg gegen diverse islamistische Gruppierungen.[15]
- Ceuta/Spanien: Beim Ansturm hunderter afrikanischer Migranten auf die spanische Nordafrika-Exklave Ceuta sterben zwei Menschen. Es sollen Schüsse gefallen sein. Die spanischen Behörden kündigen genauere Informationen über den Vorfall an.
- Stockholm/Schweden: Die Right Livelihood Foundation gibt die Träger des Right Livelihood Award 2005 bekannt. Der undotierte Ehrenpreis geht an den mexikanischen Maler Francisco Toledo, die mit 220.000 Euro dotierten Preise erhalten Irene Fernandez (Malaysia), Maude Barlow und Tony Clarke (Kanada) und Roy Sesana (Botswana) mit seiner Organisation First People of Kalahari. Die Verleihung findet traditionsgemäß am 9. Dezember in Stockholm statt.
- Washington, D.C./Vereinigte Staaten: US-Soldaten sollen nach Infos der Zeitschrift „East Bay Express“ Fotos von Leichen aus dem Irak an eine Internet-Website geschickt haben, um dafür Gratiszugang zu Pornos zu erhalten. Der mutmaßliche Gründer der Website, Chris Wilson, habe erklärt, dass durch die Abbildungen eine „noch nicht dagewesene Vision des Krieges“ entstehe. Das US-Verteidigungsministerium erklärte am Mittwoch, vorerst lägen keine hinreichenden Beweise für den Austausch vor. Die US-Streitkräfte versuchen, neuen Wirbel wie den um die Fotos von Misshandlungen im Abu-Ghuraib-Gefängnis zu vermeiden. Die Obergefreite d.R. Lynndie England war wegen Beteiligung an diesem Skandal am Dienstag zu drei Jahren Gefängnis verurteilt worden und wird unehrenhaft aus der United States Army entlassen.